# Mar de Eritrea
El mar de Eritrea o mar Eritreo (del griego Ἐρυθρὰ Θάλασσα: Erythrà Thálassa, "mar rojo") era una antigua designación marítima que incluía el golfo de Adén y otros mares entre Arabia Felix y el Cuerno de África. Originalmente utilizado por geógrafos de la antigua Grecia, fue usado por toda Europa hasta los siglos XVIII-XIX. A veces el nombre se extendía allende el golfo de Adén, como en la célebre obra del siglo I Periplo del mar Eritreo, para incluir a los actuales mar Rojo, golfo Pérsico, y océano Índico como una única área marítima conjunta.

## Nombre
Los mismos griegos derivaron el nombre del epónimo Rey Eritras (gr. Ερυθρας; lat. Erythras), sabiendo que las aguas descritas eran de un profundo color azul. Estudiosos modernos a veces atribuyen el nombre a las floraciones estacionales del rojizo Trichodesmium erythraeum en el Mar Rojo.
Según Agatárquidas, un hombre persa vivía cerca del mar y las islas en la época de los medos bajo el nombre de Erostras y se hizo popular y se hizo ampliamente conocido por poner su nombre al mar. Estrabón considera su tumba en la isla de Oguris. Los investigadores identifican dicha isla como una de las islas de Qeshm u Ormuz.
Mar Eritreo (lat. Mare Erythraeum) fue el término aplicado por los geógrafos grecorromanos a todo el océano Índico, incluidos sus adyacentes Mar Rojo y Golfo Pérsico. Erythra significa rojo, de modo que el nombre moderno perpetúa el antiguo; pero Agatárquides asegura que no significa el "mar Rojo", sino el "mar del rey Eritras", siguiendo una leyenda persa. La siguiente es la cuenta dada por Agatárquides respecto del origen del nombre: (De Mari Erythraeo, § 5.)

El relato persa es de esta manera. Había un hombre famoso por su valor y riqueza, llamado Eritras, persa de nacimiento, hijo de Miozeo. Su hogar estaba junto al mar, frente a las islas que ahora no son desérticas, pero así era en la época del imperio de los medos, cuando vivía Eritras. En invierno solía ir a Pasargada, haciendo el viaje a su propio costo; y ahora se entregaba a estos cambios de escena con fines de lucro, y ahora para algún placer de su propia vida. En un momento los leones cargaron en una gran bandada de sus yeguas, y algunos fueron asesinados; mientras que el resto, ilesos pero aterrorizados por lo que habían visto, huyeron hacia el mar. Un fuerte viento soplaba desde la tierra, y mientras se sumergían en las olas en su terror, fueron transportados más allá de sus pies, y con su miedo continuo, nadaron a través del mar y salieron a la orilla de la isla opuesta. Con ellos iba uno de los pastores, un joven de marcada valentía, que llegó a la orilla aferrados a los hombros de una yegua.

Luego Eritras buscó a sus yeguas, y al no verlas, primero armó una balsa de pequeño tamaño, pero segura en la fortaleza de su edificio; y con un viento favorable, empujó hacia el estrecho, a través del cual fue rápidamente llevado por las olas, y así encontró a sus yeguas y también a su guardián. Y luego, complacido con la isla, construyó una fortaleza en un lugar bien elegido por la costa, y trajo aquí desde el continente opuesto, como si no estuvieran satisfechos con su vida allí, y posteriormente se instaló en todas las otras islas deshabitadas con una población numerosa; y tal fue la gloria que le atribuyó la voz popular a causa de estos hechos, que incluso hasta nuestros días han llamado a ese mar, infinito en extensión, el de Eritrea. Y así, por la razón aquí expuesta, debe distinguirse bien (porque decir Erýthra thálatta, Mar de Eritras, es algo muy diferente de Thálatta erythrá, Mar Rojo); porque uno conmemora al hombre más ilustre de ese mar, mientras que el otro se refiere al color del agua. Ahora, una explicación del nombre, debido al color, es falsa (porque el mar no es rojo), pero la otra, que lo atribuye al hombre que gobernó allí, es la verdadera, como lo atestigua la historia persa.

Aquí hay manifiestamente un núcleo de verdad, refiriéndose, sin embargo, a un tiempo mucho más temprano que el imperio de los medos y su capital, Pasargada. Sugiere la teoría de una migración cusita-elamita alrededor de Arabia, tal como la exponen Glaser y Hommel: la historia de un pueblo de Elam, que se estableció en Baréin y luego se extendió por Arabia Saudita, dejando su epíteto de "rojo" o "rojizo" en muchos lugares, incluyendo el mar que lavó sus embarcaciones: "Mar del Pueblo Rojo", o, según Agatárquides, "del Rey Rojo". Véanse debajo §§ 4, 23, y 27. 
Glaser encuentra una conexión entre estos nombres, Pano y Opone, la "Tierra de Punt" egipcia o Poen-at, la isla Pa-anch de los egipcios (Socotra), la tierra de incienso Panchaia de Virgilio (Geórgicas, II, 139; "Totaque turiferis Panchaia pinguis arenis") y los puni o fenicios; quien, piensa, se dividieron cuando dejaron su hogar en el Golfo Pérsico (las islas del Rey Eritras en la historia citada por Agatárquides); una rama fue a las costas de Siria, la otra a las de Arabia Saudita y África Oriental.

## Uso
El nombre "mar de Eritrea" ha sido o es todavía utilizado en referencia a los siguientes lugares: 
- En las frases de apertura de la historia de Heródoto, escrita en el siglo V a. C., se refiere a que los fenicios provenían originalmente del Mar de Eritrea.
- En el Periplo del Mar Eritreo, escrito en el siglo I d. C., así como en algunos mapas antiguos, el nombre del mar se refiere a toda el área del noroeste del océano Índico, incluyendo el Mar Arábigo.[11]
- En siglos pasados, el nombre "mar Eritreo" fue aplicado por cartógrafos a la parte noroeste del océano Índico, principalmente el sector alrededor de Socotra, entre Cabo Guardafui y la costa de Hadramaut. Este apelativo se ha vuelto obsoleto con el tiempo, utilizándose el nombre golfo de Adén, aunque para una área más pequeña. En mapas donde el noroeste del océano Índico está nombrado así, el Mar Rojo aparece como "golfo Arábigo".
- El nombre "mar de Eritrea" fue utilizado también para referirse a algunos golfos del océano Índico, específicamente, el Golfo Pérsico.[12]
- Como nombre para el Mar Rojo, especialmente después del siglo XIX. El moderno país de Eritrea, con costas en el mar Rojo, fue nombrado a propósito de este nombre griego antiguo.
- Desde 1895, el nombre también ha sido aplicado a una gran región oscura en la superficie del planeta Marte, conocida como Mare Erythraeum.

|  |  |